# Esseda
Esseda (derivat de la paraula celta Ess, carruatge) era el nom d'un carro utilitzat a la guerra pels britons, gals, belgues i possiblement pels germànics.
Estava construït de tal manera que resultava extremadament sorollós, segurament per espantar els enemics, diu Juli Cèsar. Els conductors d'aquests carros eren anomenats essedarii pels romans, i eren molt hàbils en la conducció. El carro estava obert pel davant, i permetia que el conductor pogués desplaçar-se pel iugus (llança o timó) per atacar l'enemic. Cèsar explica que el sistema de combat que utilitzaven era semblant al dels grecs clàssics, amb un conductor i un soldat armat.
El carruatge va ser adoptat per comoditat i luxe entre els romans, primer com a peça extravagant i criticada per alguns autors com ara Ciceró, i en temps de Sèneca era ja un vehicle corrent. Els generals i fins i tot els emperadors l'usaven com a carro de viatge. Mentre el císium era conduït només per un cavall l'esseda ho era sempre per dos. Era semblant al covinus, però no estava cobert.